# Saint-Victeur
Saint-Victeur ist eine französische Gemeinde mit 438 Einwohnern (Stand: 1. Januar 2022) im Département Sarthe in der Region Pays de la Loire. Sie gehört zum Kanton Sillé-le-Guillaume und zum Arrondissement Mamers. 
Sie grenzt im Norden an Gesnes-le-Gandelin, im Osten an Fyé, im Süden an Saint-Ouen-de-Mimbré und im Westen an Assé-le-Boisne.

## Bevölkerungsentwicklung
| Jahr      | 1962 | 1968 | 1975 | 1982 | 1990 | 1999 | 2008 | 2015 |
| --------- | ---- | ---- | ---- | ---- | ---- | ---- | ---- | ---- |
| Einwohner | 290  | 260  | 226  | 236  | 269  | 290  | 379  | 461  |